# Red Bull Arena (Lipsia)
La Red Bull Arena (fino al 2010 denominata Zentralstadion - in italiano Stadio centrale) è uno stadio ubicato nella città tedesca di Lipsia, in Sassonia.
Costruito nei primi anni 2000 in sostituzione del preesistente impianto risalente al 1956, ospita dal 2010 le partite casalinghe del club calcistico RasenBallsport Leipzig (che dal 2017 ne detiene anche la proprietà).

## Storia
Il Zentralstadion di Lipsia venne aperto al pubblico nel 1956, nel quartiere Zentrum-Nordwest, prospiciente il canale artificiale Elsterbecken: all'epoca si trattava del più grande stadio tedesco, in grado di contenere 100.000 spettatori; oltre al calcio, lo stadio (costruito a terrapieno, quasi completamente al di sotto del livello del terreno) ospitava anche competizioni di atletica leggera e grandi manifestazioni coreografiche organizzate a scopo propagandistico dal governo tedesco orientale. Nel corso degli anni la manutenzione della struttura divenne tuttavia molto dispendiosa: attorno agli anni della riunificazione tedesca, sebbene il campo da gioco, la pista d'atletica e gli edifici di servizio fossero stati preservati in buone condizioni, gli spalti (totalmente scoperti e quindi esposti agli agenti atmosferici) andarono progressivamente in rovina e furono invasi dalla vegetazione infestante.
Nel 1997 la città di Lipsia decise di costruire un nuovo stadio, più moderno ed esclusivamente adibito al calcio. Venne pertanto formulato un progetto per un'arena da 44 345 posti, da edificare sul medesimo sito del vecchio impianto (mantenendo la "buca" che lo ospitava e costruendo pertanto la nuova struttura al di sotto del livello del terreno). L'appalto per la costruzione venne vinto dalla EMKA Immobilien-Beteiligungs-GmbH di proprietà dell'imprenditore Michael Kölmel (che acquisì anche i diritti di superficie sull'infrastruttura). Il cantiere venne avviato nel 2000 e già nel 2002 lo stadio, sebbene ancora incompleto, ospitò una competizione di ginnastica artistica. L'operazione, il cui costo iniziale venne stimato in 90 milioni di euro (dei quali 51 milioni garantiti dal governo federale, 27 da Michael Kölmel e 12 milioni dalla città di Lipsia), arrivò infine a costarne 116: il surplus di spesa venne coperto da Michael Kölmel con 17 milioni e dal governo municipale con 9 milioni.
Conclusi i lavori, il nuovo Zentralstadion fu inaugurato il 16 e 17 luglio 2004 con la disputa di un torneo amichevole di calcio cui presero parte Werder Brema, Club Bruges, Stella Rossa e Sachsen Lipsia. I primi eventi ufficiali ospitati furono alcune partite valide per la Confederations Cup 2005 (ivi compresa la finale per il terzo posto), preludio alla fase finale del campionato mondiale di calcio; in ambedue i casi lo Zentralstadion fu l'unico tra gli impianti di gioco adottati ad essere ubicato nell'ex DDR.

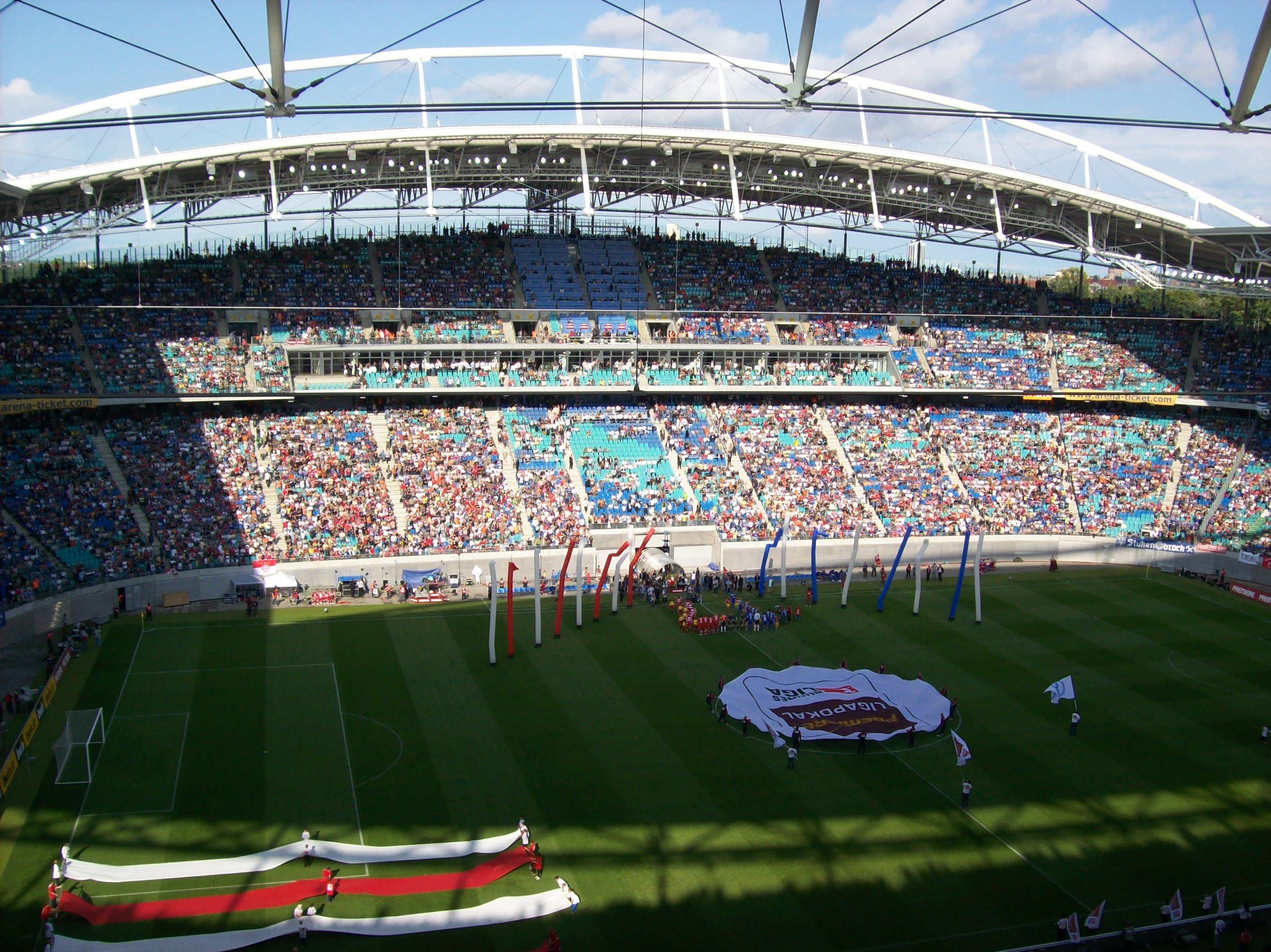
Lo stadio in occasione della finale di Coppa di Lega del 2007.

Negli anni successivi lo stadio ospitò per qualche anno le gare interne del Sachsen Lipsia (che iniziò ad usufruirne nel 2004, salvo poi decidere di ritornare nel suo vecchio impianto - l'Alfred-Kunze-Sportpark - all'inizio della stagione 2008–2009) e la finale di Coppa di Lega tedesca per tre anni consecutivi, dal 2005 al 2007.
Tale discontinuità di utilizzo rese presto la gestione dello stadio molto onerosa, tanto che a partire dal 2005 Michael Kölmel si mise alla ricerca di investitori disposti a impiegare risorse nel calcio locale ed associarsi alla ZSL Betreibergesellschaft mbH (società da lui controllata e titolare dei diritti di superficie sull'impianto). Il problema venne risolto nel 2009 allorché la Red Bull fondò l'RB Leipzig e rilevò dalla ZSL i diritti di sfruttamento dello stadio per trent'anni.
Nel giro di un anno, il 1º luglio 2010, l'impianto (con l'approvazione del consiglio comunale) venne ridenominato Red Bull Arena e nel giro di due settimane l'RB Lipsia lo adottò come campo casalingo (in sostituzione del vecchio Stadion am Bad di Markranstädt, ove aveva giocato nell'annata 2009-2010). Il match amichevole inaugurale della nuova gestione si disputò il 24 luglio e vide lo Schalke 04 prevalere per 1-2 sull'RB. Nella medesima stagione 2010-2011 anche l'Hallescher FC utilizzò la Red Bull Arena come stadio interno per quattro partite, al fine di consentire l'effettuazione di un intervento di ristrutturazione al proprio stadio.
Nel 2015 la capienza totale venne leggermente ridotta da 44 345 a 42 959 posti per consentire un ampliamento delle tribune d'onore e della stampa.
Nel 2016, a seguito della promozione in Bundesliga dell'RB Lipsia, lo stadio fece registrare più volte il tutto esaurito, con una richiesta di biglietti superiore alla capienza; in virtù di ciò il patron Dietrich Mateschitz delegò il presidente dell'RB Oliver Mintzlaff a trattare con la ZSL Betreibergesellschaft mbH la cessione della proprietà dell'impianto (onde potervi effettuare una corposa ristrutturazione e ampliarne la capienza a 57 000 posti). Parallelamente venne valutata anche la possibilità di lasciare l'impianto in favore di uno costruito ex novo, qualora detta trattativa non fosse andata a buon fine. L'accordo venne infine raggiunto ai primi del 2017, allorché il club della Red Bull assunse la piena titolarità sull'arena.

## Struttura

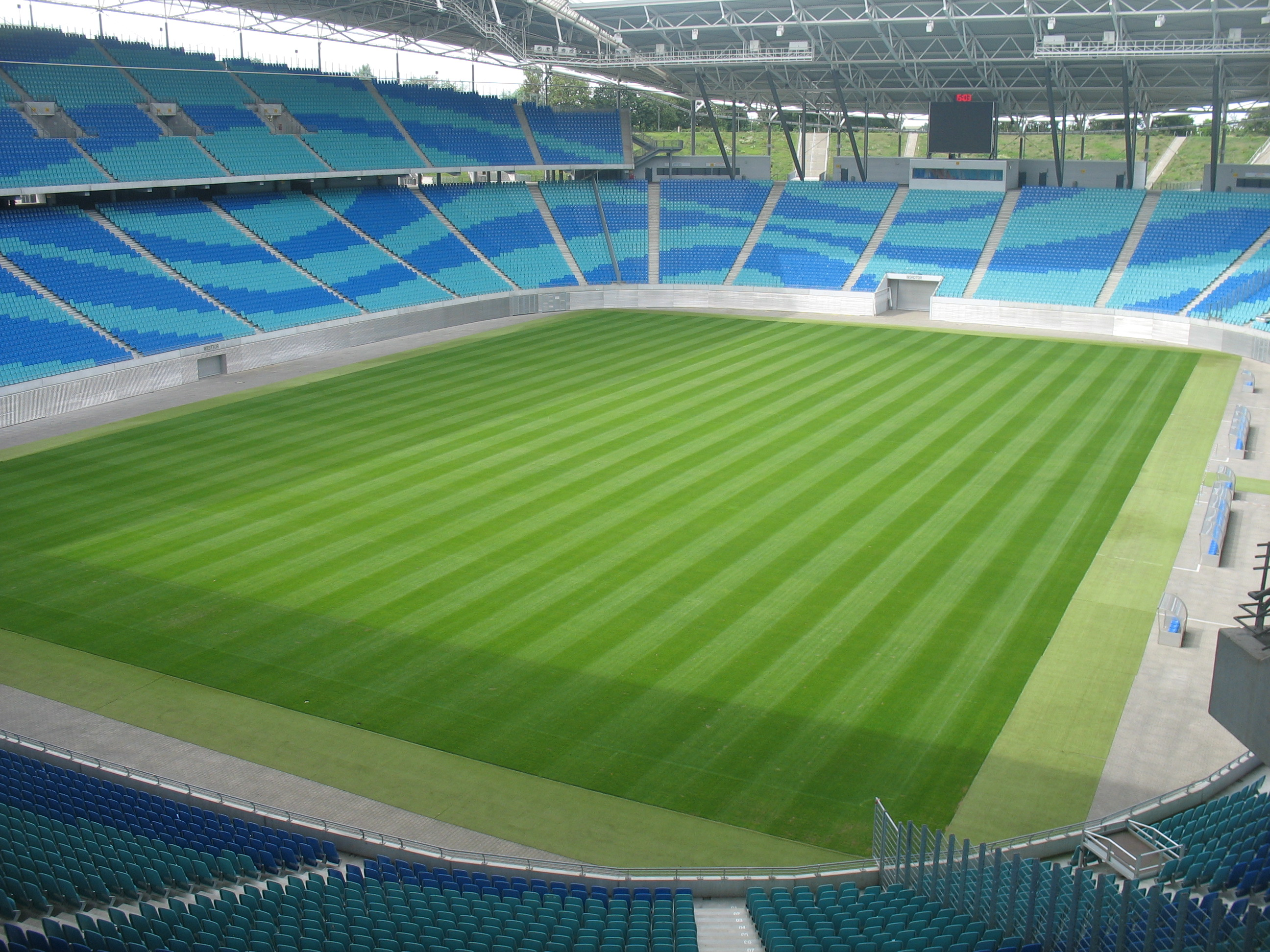
Interno dello stadio nel 2009.

Lo stadio fa parte del complesso polisportivo dello Sportforum Leipzig (comprendente anche il palasport Arena Leipzig e altri spazi polivalenti) ed è collocato nella conca che ospitava il vecchio impianto, trovandosi pertanto in parte al di sotto del naturale livello del terreno. Lungo il recinto esterno sono stati preservati i quattro monumentali edifici d'ingresso laterali, mentre nella "buca" sono state mantenute (a guisa di testimonianza storica) alcune delle panche delle vecchie tribune.
L'arena misura esternamente 230×210 metri, mentre la tettoia (la cui struttura è modellata allo scopo di migliorare l'acustica interna) è alta fino a 46,5 m e copre una superficie di 28100 m². Tutti i posti sono pertanto riparati, nonché numerati e dotati di seggiolino ribaltabile.
Gli spalti (suddivisi in due livelli sovrapposti sui lati lunghi e in un singolo livello nelle curve) si affacciano direttamente sul terreno di gioco, da cui sono separati mediante un rialzo di pochi metri, protetto da basse ringhiere, e uno spazio intermedio pavimentato in cemento. Gli impianti di illuminazione e di diffusione sonora sono collocati lungo bordi interni della copertura. Il prato è in erba naturale e misura 80×120 m, mentre le dimensioni effettive del campo da gioco sono di 68×105 m.

## Principali competizioni ospitate
Lo stadio ha accolto alcune delle gare valide per la Confederations Cup 2005, per il Campionato mondiale di calcio 2006 e per il Campionato europeo di calcio 2024; ha inoltre ospitato per tre anni la finale di DFL-Ligapokal.

### Confederations Cup 2005
| Data           | Tempo (CET) | Squadra #1 | Ris. | Squadra #2 | Fase del torneo |
| -------------- | ----------- | ---------- | ---- | ---------- | --------------- |
| 16 giugno 2005 | 20.45       | Brasile    | 3-0  | Grecia     | Girone B        |
| 21 giugno 2005 | 20.45       | Australia  | 0-2  | Tunisia    | Girone A        |
| 29 giugno 2005 | 18.00       | Germania   | 4-3  | Messico    | Finale 3º posto |

### Campionato mondiale di calcio 2006
| Data           | Tempo (CET) | Squadra #1          | Ris.       | Squadra #2    | Fase del torneo  | Spettatori |
| -------------- | ----------- | ------------------- | ---------- | ------------- | ---------------- | ---------- |
| 11 giugno 2006 | 15.00       | Serbia e Montenegro | 0-1        | Paesi Bassi   | Girone C         | 37.216     |
| 14 giugno 2006 | 15.00       | Spagna              | 4-0        | Ucraina       | Girone H         | 43.000     |
| 18 giugno 2006 | 21.00       | Francia             | 1-1        | Corea del Sud | Girone G         | 43.000     |
| 21 giugno 2006 | 16.00       | Iran                | 1-1        | Angola        | Girone D         | 38.000     |
| 24 giugno 2006 | 21.00       | Argentina           | 2-1 d.t.s. | Messico       | Ottavi di finale | 43.000     |

### Campionato europeo di calcio 2024[10]
| Data           | Tempo (CET) | Squadra #1  | Ris. | Squadra #2 | Fase del torneo  | Spettatori |
| -------------- | ----------- | ----------- | ---- | ---------- | ---------------- | ---------- |
| 18 giugno 2024 | 21:00       | Portogallo  | 2-1  | Rep. Ceca  | Girone F         | 38.421     |
| 21 giugno 2024 | 21:00       | Paesi Bassi | 0-0  | Francia    | Girone D         | 38.531     |
| 24 giugno 2024 | 21:00       | Croazia     | 1-1  | Italia     | Girone B         | 38.322     |
| 02 luglio 2024 | 21:00       | Austria     | 1-2  | Turchia    | Ottavi di finale | 38.305     |

## Altri eventi ospitati
La Red Bull Arena ospita anche concerti di musica pop: tra i principali artisti che vi si sono esibiti si citano Paul McCartney (2004), Anastacia (2005), Herbert Grönemeyer (2007, 2011, 2015), i Genesis (2007), Bon Jovi (2008), i Depeche Mode (2009, 2013), gli AC/DC (2009), Mario Barth (2011), Udo Lindenberg (2012), i Coldplay (2012), Bruce Springsteen (2013) ed Helene Fischer (2015).
Tra il 21 e il 23 luglio 2006 lo stadio ospitò il congresso regionale dei Testimoni di Geova.
Il 5 giugno 2013 la Red Bull Arena ospitò la gara d'addio al calcio di Michael Ballack.